# Grotesquerie
Grotesquerie è una serie televisiva horror drammatica statunitense creata da Ryan Murphy, Jon Robin Baitz e Joe Baken per FX.

## Trama
La detective Lois Tryon indaga per scoprire la fonte di una serie di crimini cruenti che stanno colpendo la sua comunità. Nelle indagini avrà l'aiuto di Megan una suora e giornalista del Catholic Guardian. Mentre Lois e sorella Megan mettono insieme gli indizi, si ritrovano intrappolate in una rete sinistra che sembra sollevare più domande che risposte.

## Episodi
| Stagione       | Episodi | Prima TV USA | Prima TV Italia |
| -------------- | ------- | ------------ | --------------- |
| Prima stagione | 10      | 2024         | 2024            |

## Produzione
La serie è stata annunciata nel febbraio 2024 mentre le riprese sono iniziate a Los Angeles nel mese di aprile. Il trailer di Grotesquerie è stato pubblicato nell'agosto 2024.

## Distribuzione
I primi due episodi della prima stagione sono stati presentati in anteprima mondiale su FX il 25 settembre 2024. Gli otto episodi successivi sono andati in onda settimanalmente fino al 30 ottobre 2024. Ogni episodio è disponibile per lo streaming su Hulu dal giorno successivo alla sua trasmissione su FX. In Italia è stata resa disponibile a partire dal 13 Novembre nella sezione Star su Disney+.